# ユニークローカルアドレス
ユニークローカルアドレス (ULA: unique local address) は、プライベートIPv6ネットワークのために使用される、アドレスブロック fc00::/7 のIPv6アドレスである。ユニークローカルユニキャストアドレス、ユニークローカルIPv6ユニキャストアドレスとも言う。
RFC 4193 で定義されている。IPv4のプライベートアドレスに相当するものである。ユニークローカルアドレスはプライベートネットワークの中（単一のサイトや組織の中、またはサイトや組織の中の限られたメンバー）でのみ有効である。ユニークローカルアドレスはグローバルのIPv6ネットワークでルーティングされない。

## 歴史
1995年、 RFC 1884 でアドレスブロック fec0::/10 をサイトローカルアドレス(site-local addresses)と定めた。サイトローカルアドレスは、プライベートIPv6ネットワーク用に「サイト(site)」の中だけで使用できるアドレスである。しかし、「サイト」という語の定義が不十分であったため、ルーティングの規則について混乱を招いた。2004年9月の RFC 3879 にて、サイトローカルアドレスを非難し、その問題の解決を要請した。2005年10月、 RFC 4193 が発行され、アドレスブロック fc00::/7 をプライベートIPv6ネットワークのために使用し、その名前をユニークローカルアドレス(unique local addresses)とすることが定められた。

## 定義
アドレスブロック fc00::/7 は以下の2つの/8のグループに分けられる。
- ブロック fc00::/8 は未定義である。割り当て管理者によって管理することが提案されたが、これはIETFで受け入れられなかった[1][2][3]。このブロックは、cjdns（英語版）メッシュネットワークでも使用される。
- ブロック fd00::/8 は、40ビットのランダムなビット列を後につけて/48のプリフィックスとして使用することと定められている。この結果、この範囲のプリフィックスは fdxx:xxxx:xxxx:: という形式になる。RFC 4193 では、高精度の乱数生成の方法が利用できない場合であっても、最小限度の品質を保ってランダムなビット列を得られる方法を、ユーザに提案している。

### 例
fd00::/8 の範囲でルーティングプリフィックスを作るのに、40ビットのランダムな十六進数がe48dba82e1として得られた場合、これを fd00::/8 の後につけて/48のプリフィックス fde4:8dba:82e1::/48 が得られる。このプリフィックスからは、/64のサイズのサブネットが fde4:8dba:82e1::/64 から fde4:8dba:82e1:ffff::/64 までの65536個作れる。

## 特徴
fd00::/8 の範囲のプリフィックスは、IPv4のプライベートアドレスと似た特徴を持つ。
- アドレスレジストリによって割り当てられることはなく、他者を巻き込むことなく誰でも使用できる。
- グローバルにユニークであることが保証されない。
- ユニークローカルアドレス fd00::/8 のDNSの逆引きエントリー（ip6.arpa配下）は、グローバルDNSに委任されない。

ユニークローカルアドレス fd00::/8 は、そのアドレスを管理する領域（サイトまたは組織）の外部に通信経路を持つことができない。そのため、ネットワークを相互接続する管理者は、ユニークローカルアドレスのプリフィックスの重複について懸念する必要がない。また、異なる2つ以上のネットワーク（または、サイト）を単一のネットワークに統合する場合でも、RFC 4193 のアルゴリズムを用いてランダムなビット列を選択していれば、ユニークローカルアドレスの重複と衝突のリスクを低減することができる。